# Liste der Baudenkmale in Goslar - Münzstraße
In der Liste der Baudenkmale in Goslar - Münzstraße sind alle Baudenkmale in der Münzstraße der niedersächsischen Gemeinde Goslar aufgelistet. Die Quelle der Baudenkmale ist der Denkmalatlas Niedersachsen. Der Stand der Liste ist der 8. Oktober 2022.

## Allgemein
In den Spalten befinden sich folgende Informationen:
- Lage: die Adresse des Baudenkmales und die geographischen Koordinaten. Kartenansicht, um Koordinaten zu setzen. In der Kartenansicht sind Baudenkmale ohne Koordinaten mit einem roten Marker dargestellt und können in der Karte gesetzt werden. Baudenkmale ohne Bild sind mit einem blauen Marker gekennzeichnet, Baudenkmale mit Bild mit einem grünen Marker.
- Bezeichnung: Bezeichnung des Baudenkmales
- Beschreibung: die Beschreibung des Baudenkmales. Unter § 3 Abs. 2 NDSchG werden Einzeldenkmale und unter § 3 Abs. 3 NDSchG Gruppen baulicher Anlagen und deren Bestandteile ausgewiesen.
- ID: die Objekt-ID des Baudenkmales
- Bild: ein Bild des Baudenkmales, ggf. zusätzlich mit einem Link zu weiteren Fotos des Baudenkmals im Medienarchiv Wikimedia Commons. Wenn man auf das Kamerasymbol klickt, können Fotos zu Baudenkmalen aus dieser Liste hochgeladen werden:

Zurück zur Hauptliste
| Lage                                       | Bezeichnung               | Beschreibung | ID       | Bild |
| ------------------------------------------ | ------------------------- | --- | -------- | ---- |
| Münzstraße 51° 54′ 23″ N, 10° 25′ 38″ O    | Nebengebäude              | Eingeschossiger Massivbau mit Satteldach in Ziegeldeckung. | 36575473 |      |
| Münzstraße 51° 54′ 23″ N, 10° 25′ 38″ O    | Gartenmauer               | Gartenmauer hinter dem Garten der Hirsch-Apotheke entlang der Münzstraße, Quadermauerwerk aus Sandstein. | 36595812 |      |
| Münzstraße 51° 54′ 24″ N, 10° 25′ 36″ O    | Straßenraum               | | 36592420 |      |
| Münzstraße 4 51° 54′ 24″ N, 10° 25′ 37″ O  | Wohnhaus                  | Zweigeschossiger Fachwerkbau mit Satteldach mit Ziegeldeckung, traufständig. Straßenfassade und Giebelseite im EG fachwerksichtig, im OG mit Holz verschalt, Giebeldreieck mit Schiefer verkleidet. | 36536009 |      |
| Münzstraße 5 51° 54′ 24″ N, 10° 25′ 37″ O  | Wohnhaus                  | Zweigeschossiger Fachwerkbau mit Satteldach in Ziegeldeckung, traufständig. Fassade mit Schiefer verkleidet, OG leicht vorkragend, Giebelseite in Bruchsteinmauerwerk. | 36536036 |      |
| Münzstraße 5 51° 54′ 25″ N, 10° 25′ 37″ O  | Hinterhaus                | Eingeschossiger Fachwerkbau mit Pultdach in Ziegeldeckung. | 36579734 | BW   |
| Münzstraße 6 51° 54′ 25″ N, 10° 25′ 36″ O  | Wohnhaus                  | Zweigeschossiger Fachwerkbau mit Satteldach in Ziegeldeckung, giebelständig. Straßenfassade mit Schiefer verkleidet, Längsfassaden mit Holz verschalt. | 36536066 |      |
| Münzstraße 6 51° 54′ 25″ N, 10° 25′ 37″ O  | Nebengebäude              | Eineinhalbgeschossiger Massivbau mit Bitumendach. Hoffassade mit Toröffnungen. | 36583613 | BW   |
| Münzstraße 7 51° 54′ 25″ N, 10° 25′ 35″ O  | Wohnhaus                  | Zweigeschossiger Fachwerkbau mit Krüppelwalmdach in Ziegeldeckung, traufständig. Straßenfassade und Giebelseite im EG mit Holz verschalt, im OG mit Schiefer verkleidet. | 36536093 |      |
| Münzstraße 7 51° 54′ 25″ N, 10° 25′ 35″ O  | Nebengebäude              | Zweigeschossiger Fachwerkbau mit Satteldach in Ziegeldeckung, traufständig. Fassade mit Holz verschalt, Toröffnung. | 36557104 | BW   |
| Münzstraße 9 51° 54′ 24″ N, 10° 25′ 35″ O  | Wohnhaus                  | Zweigeschossiger Fachwerkbau mit Krüppelwalmdach in Ziegeldeckung, mit asymmetrisch angeordnetem Zwerchhaus, traufständig. Fassade fachwerksichtig, mit schmalen Zwischengefachen; Nordgiebel mit Schiefer verkleidet, hofseitig eingeschossiger Anbau mit Schleppdach, Fassade mit Schiefer verkleidet. | 36536119 |      |
| Münzstraße 10 51° 54′ 24″ N, 10° 25′ 37″ O | Münzhof                   | Teil des ehemaligen Münzhofs, erbaut um 1500 unter Verwendung älterer Bausubstanz aus dem 13. Jh. Zweigeschossiges Gebäude mit Satteldach in Schieferdeckung, südlicher Bauteil in Massivbauweise, nördlicher Bauteil in Fachwerkbauweise von 1862; traufständig. Fassade im südlichen Bauteil verputzt, Tür- und Fensteröffnung mit Gewänden mit sich überschneidenden Birnstab-Profilen; Fassade im nördlichen Bauteil fachwerksichtig, rückgesetzter Gebäudetrakt mit Tordurchfahrt. Dachwerk auf langen, waagerecht profilierten Knaggen. Seit 2010 Nutzung als Hotel „Alte Münze“. | 36595778 |      |
| Münzstraße 10 51° 54′ 24″ N, 10° 25′ 35″ O | Wirtschaftsgebäude        | Zweigeschossiger Fachwerkbau mit Satteldach in Schieferdeckung und mittiger Ladeluke, frei stehend. Fassade fachwerksichtig, regelmäßige Gefacheinteilung, Oberstock auskragend auf profilierten Knaggen, Schiffskehlen zwischen den Balkenköpfen. Im Oberstock Brüstungsbohlen mit Sonnenrosenornamenten, Ständerfüße mit Rechteckrahmen, gefüllt mit Mühlezeichen, Sechssternen u.v.m. Tür- und Ladelukenöffnungen mit Eselsrückenstürzen. Inschrift an der Stockwerksschwelle mit Datierung „Anno domini 1.5.7.5.“.                                                                  | 36590371 |      |
| Münzstraße 11 51° 54′ 24″ N, 10° 25′ 37″ O | Wirtschaftsgebäude        | Zweigeschossiger Fachwerkbau mit Satteldach in Schieferdeckung, traufständig zur Münzstraße. Fassade fachwerksichtig, straßenseitige Tordurchfahrt, Oberstock vorkragend auf profilierten Balkenköpfen, dazwischen einfache Schiffskehlen, Schwelle mit waagerechter Profilierung, regelmäßige Fußstreben. | 36597496 |      |
| Münzstraße 11 51° 54′ 23″ N, 10° 25′ 37″ O | Wirtschaftsgebäude        | Zweigeschossiges Gebäude mit Satteldach in Schieferdeckung, traufständig; straßenseitiger Bauteil einer vierflügeligen Hofanlage. EG in Massivbauweise, Fassade verputzt; OG in Fachwerkbauweise, fachwerksichtig, regelmäßige Fußstreben, Schwelle zwischen den Balkenköpfen abgefast. Südostecke mit diagonalem Torweg zur Münzstraße. | 36567176 |      |
| Münzstraße 11 51° 54′ 23″ N, 10° 25′ 37″ O | Wirtschaftsgebäude        | Zweigeschossiger Fachwerkbau mit Satteldach in Schieferdeckung; Teil einer vierflügeligen Hofanlage. Fassade fachwerksichtig, im EG mit Bruchsteinmauerwerk, OG an der Südseite mit Holz verschalt. | 36597561 | BW   |
| Münzstraße 11 51° 54′ 23″ N, 10° 25′ 36″ O | Wohn-/ Wirtschaftsgebäude | Zweigeschossiger Fachwerkbau mit Satteldach in Schieferdeckung; Teil einer vierflügeligen Hofanlage. Fassade fachwerksichtig, im EG Fragmente eines Steinbaus mit rechteckiger Türöffnung und Profilgewänden sowie kleines Fenster mit Einfassungen aus Werkstücken mit Taustabverzierung aus der Zeit um 1500 erhalten (wohl als Spolien eingefügt). | 36597529 | BW   |
| Münzstraße 51° 54′ 22″ N, 10° 25′ 36″ O    | Garten                    | Gartenanlage an der Westseite der Münzstraße, ehemals privater Hausgarten, in den 1950er Jahren als öffentliche Gartenanlage umgestaltet. | 36566308 | BW   |
| Münzstraße 11 51° 54′ 23″ N, 10° 25′ 38″ O | Gartenmauer               | Einfriedung in Bruchsteinmauerwerk, zwischen den Grundstücken Marktstraße 1 und Münzstraße 11, mittig gelegenes Eisentor mit vasenbekrönten Sandsteinpylonen. | 36595839 |      |